# Гамма Кассиопеи
Гамма Кассиопеи (γ Cas, γ Cassiopeiae, Нави) — звезда в созвездии Кассиопеи.

## Описание
Гамма Кассиопеи — новоподобная звезда, чья яркость изменяется от 1,6m до 3m. Яркость звезды меняется на 40 % в течение 50 лет.
Изменение блеска возникает из-за быстрого вращения звезды и возникновения на экваторе звезды газового диска. Также гамма Кассиопеи является источником рентгеновского излучения. Причина излучения, возможно, кроется в аккреции вещества к компаньону звезды (орбитальный период спутника 204 дня) или даже с газовым диском звезды. Гамма Кассиопеи — оптически-двойная звезда. В небольшой телескоп можно увидеть на расстоянии 2" слабую звёздочку (ADS782AB) 11m.
В 1937 г. она стала самой яркой звездой созвездия. Вероятно, звезда испытала нечто вроде взрыва, атмосфера её расширилась и часть газов была выброшена в пространство. После этого звезда несколько успокоилась, но неожиданные взлёты блеска наблюдались и впоследствии.

## Другие названия
В списке навигационных звёзд НАСА γ Кассиопеи некоторое время носила название Нави. Имя было дано в шутку астронавтом Вирджилом Айвеном Гриссомом и происходит от его среднего имени Ivan, читаемым задом наперёд.

## В культуре
Эту звезду мисс Лисон из рассказа О. Генри «Комната на чердаке» называла Уилли Джексон: «Знаете, из колодца звезды видны даже днем. А моя комната ночью прямо как ствол угольной шахты, и Уилли Джексон похож на большую брильянтовую булавку, которой Ночь украсила своё кимоно».